# Adolf Burger
Adolf Burger (Veľká Lomnica, 12 agosto 1917 – Praga, 6 dicembre 2016) è stato un tipografo e scrittore slovacco.
Ebreo, sopravvissuto alla shoah, è noto per aver lavorato come falsario nell'Operazione Bernhard, mentre era rinchiuso nel campo di concentramento di Sachsenhausen.

## Biografia
Nato in un villaggio slovacco, da ragazzo lavorando come tipografo divenne così abile che, militando in un movimento sionista, fabbricava documenti falsi per aiutare gli ebrei ad espatriare.
Arrestato a venticinque anni nel 1942, assieme alla moglie Gisela, che morì gasata a 22 anni, fu deportato a Auschwitz dove rimase per sei settimane prima di essere trasferito nel campo di Birkenau dove le possibilità di sopravvivere erano minime.
Ammalatosi di tifo, contratto in seguito agli esperimenti di Mengele, riuscì tuttavia a salvarsi grazie ad un amico che lo fece trasferire in un'altra baracca del campo dove rimase fino al giorno in cui fu chiamato il suo numero di matricola 64401 e gli fu ordinato di presentarsi al comandante Rudolf Höß, che gli comunicò che avrebbe lavorato come tipografo in condizioni di vita quasi normali nel lager di Sachsenhausen, dove fu portato con un treno regolare dopo tre settimane di quarantena. 

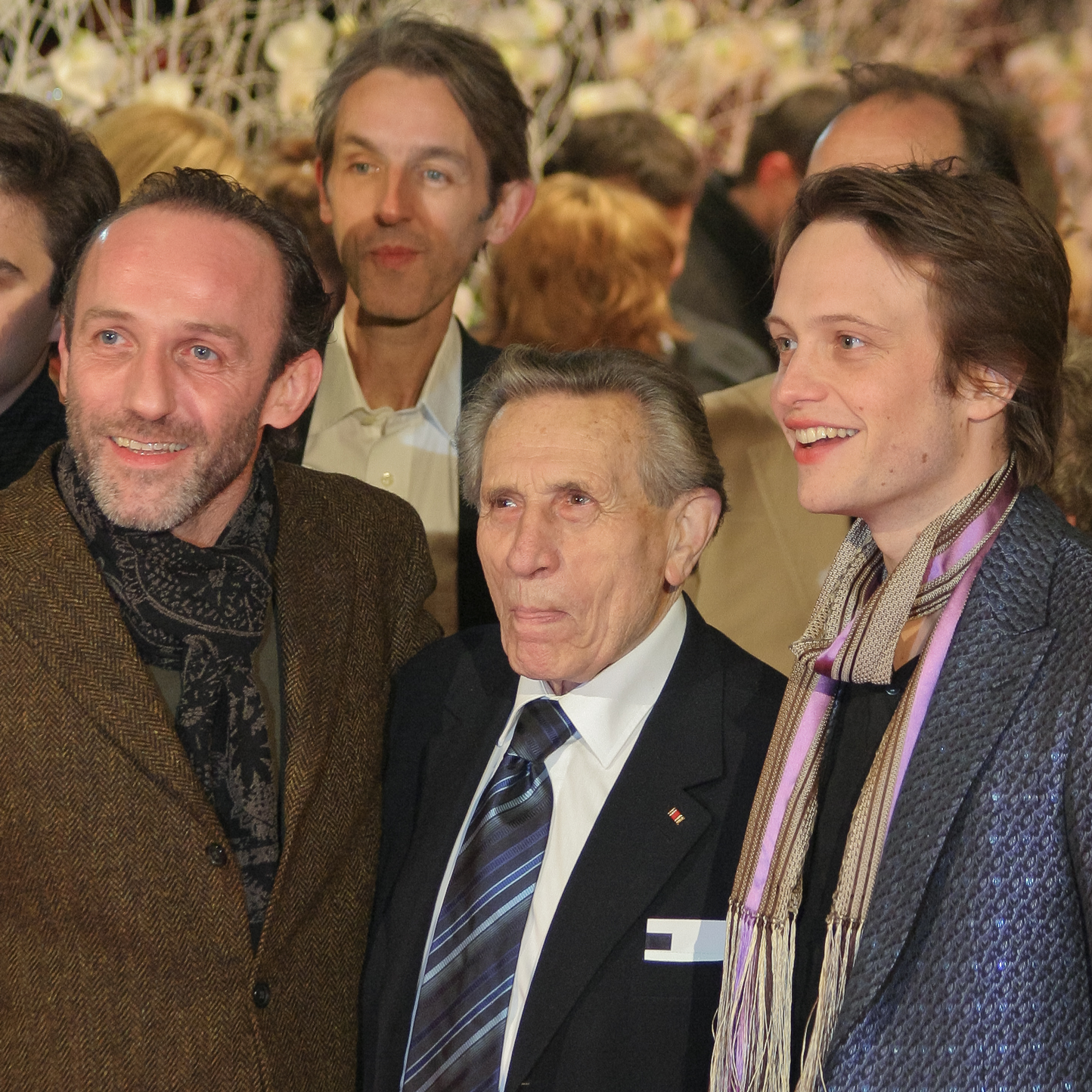
Adolf Burger alla presentazione del film Il falsario - Operazione Bernhard alla Berlinale 2007

A Sachsenhausen era in corso un'operazione segreta diretta dal capitano delle SS Bernhard Krueger a capo di 140 tipografi ebrei destinati a stampare sterline false per causare un tracollo monetario alla Banca d'Inghilterra che dovette infatti emettere una nuova serie di banconote nel dopoguerra per far fronte ai 132 milioni di sterline falsificate in circolazione. Nel lager si avviò anche la produzione di dollari falsi che i tipografi internati cercarono di bloccare:
Burger fu finalmente liberato ad Ebensee dove lo avevano trasferito le SS in fuga da Sachsenhausen insieme a casse di banconote false che furono gettate nel lago di Toplitz.
Finita la guerra Burger si stabilì a Praga dove dopo la pubblicazione di un suo libro in cui testimoniava della sua prigionia, non volle più parlare sino al 1972, «...quando alcuni amici falsari mi mandarono dalla Germania un volantino: il neonazista Erwin Schoenberg negava l'Olocausto e offriva diecimila marchi a chiunque testimoniasse di aver visto una persona finita nelle camere a gas. Non potevo più tacere. Ero un dirigente della Herz e dell'Avis, avevo una buona posizione, ma non potevo più lavorare. Cominciai a raccogliere documenti in Europa, a girare per la Germania, a tenere conferenze nelle università e nei licei, raccontavo e mostravo immagini di Auschwitz e di Birkenau. »
Dal suo libro L'officina del diavolo è stato tratto il film di Ruzowitzky, Il falsario - Operazione Bernhard, vincitore del Premio Oscar 2008 come miglior film straniero che ha come protagonista il miglior amico di Burger a Sachsenhausen, Smolianoff, ebreo russo, nel film chiamato Sorowitsch, che nel gruppo dei tipografi falsari era l'unico criminale, un abilissimo falsario ricercato già prima dell'inizio della guerra.